# Dahalik
Dahalik (auch Dahlik oder Dahaalik; Eigenbezeichnung: [haka (na)] dahālík „[Sprache (der)] Leute von Dahlak“) ist eine äthio-semitische Sprache, die auf drei Inseln des Dahlak-Archipels vor Eritrea gesprochen wird.
| \| Dahlak-Archipel \|                 |
| Lage des Dahlak-Archipels vor Eritrea |
| Dahlak-Archipel                       |

Dahalik wird von rund 2500 bis 3000 Menschen auf den Inseln Dahlak Kebir, Norah und Dehil im zu Eritrea gehörenden Dahlak-Archipel gesprochen. In der Sprachwissenschaft wurde es als Dialekt des Tigre eingeordnet, bis die französischen Linguistinnen Marie-Claude Simeone-Senelle und Martine Vanhove 1996 darauf stießen und es als eigenständige Sprache einordneten. Simeone-Senelle führte ab 2002 weitere Forschungen durch.
Dahalik weist Ähnlichkeiten zum Tigre sowie zum Tigrinya auf und gehört genetisch zur selben Untergruppe der äthiosemitischen Sprachen. Die Verständigung zwischen Dahalik-Sprechern und Tigre-Sprechern aus der Hafenstadt Massaua ist jedoch nur schwer möglich. Dahalik wurde auch vom Arabischen und von der kuschitischen Sprache Afar beeinflusst, denn etliche Dahalik-Sprecher verwenden zusätzlich diese beiden Sprachen, ein Teil von ihnen spricht zusätzlich Tigre. Manche Eritreer hielten Dahalik auch für einen arabischen Dialekt, und viele Sprecher der Sprache betrachteten sie selbst als Mischsprache aus Tigre, Afar und Arabisch.
Auf Dahlak Kebir gibt es verschiedene Varietäten der Sprache, die sich in Phonetik, Morphologie und Wortschatz unterscheiden. Geschichten und Gedichte auf Dahalik wurden mündlich überliefert, eine Schrifttradition besteht nicht. Weil Dahalik noch nicht als eigene Sprache bekannt war, als Eritrea 1993 unabhängig wurde und seine Sprachenpolitik festlegte, gehört es nicht zu den neun offiziell anerkannten Nationalsprachen. Marie-Claude Simeone-Senelle arbeitet eine Verschriftung von Dahalik mit dem lateinischen Alphabet und ein Wörterbuch aus. Die Behörden möchten Dahalik künftig in den Schulen im Dahlak-Archipel einführen, wo gegenwärtig auf Arabisch unterrichtet wird.
Das Lautsystem umfasst 24 Konsonanten und sieben Vokale (a, ɛ, e, i, o, u, ə). Die übliche Satzstruktur ist Subjekt-Objekt-Verb (SOV). Es gibt zwei grammatische Geschlechter (maskulin und feminin) und zwei Numeri (Singular und Plural). Das Geschlecht wird bei Adjektiven oft durch Ablaut unterschieden, beispielsweise bei ellim/ellam „schwarz“ und nūš/nīš „klein, jung“. Die Personalpronomina sind ana (ich), enta/enti (du, m/f), itu/ita (er/sie), neḥna (wir), intum/intun (ihr, m/f) und itun/itan (sie, m/f).